# Mikojan-Gurevič

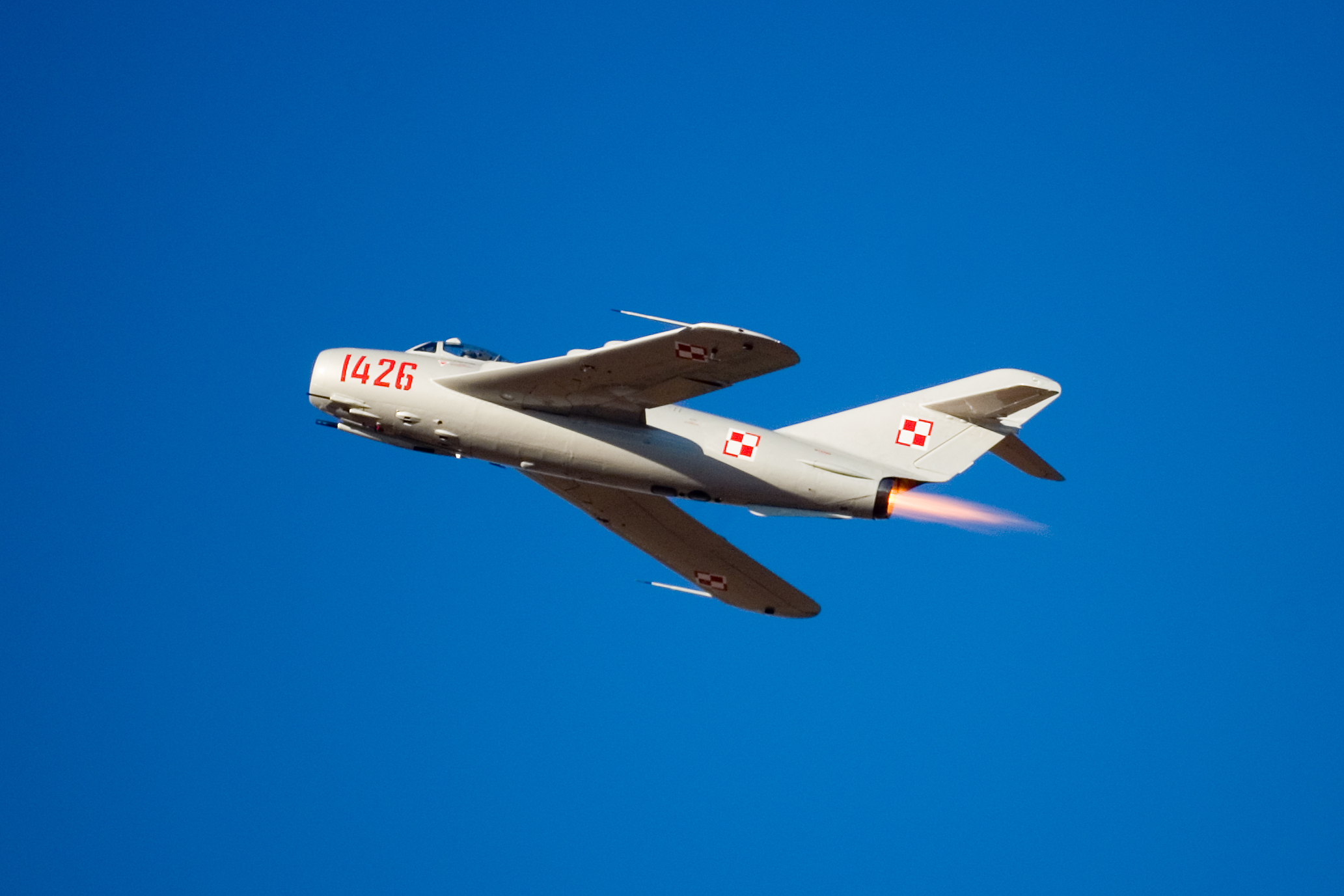
MiG-17

Mikojan-Gurevič (rusky: МиГ/ MiG, dnes Russian Aircraft Corporation (RAC) MiG) je ruský, dříve sovětský výrobce vojenských letadel, který se zaměřuje především na vývoj a výrobu stíhaček. Od roku 2006 je společnost součástí Sjednocené letecké korporace.
Název společnosti je zkratka zakladatelů – konstruktéři Arťom Mikojan a Michail Gurevič, proto prefix MiG. Po Mikojanově smrti v roce 1970 byl název firmy zkrácen na Mikojan, i když zkratka MiG zůstala.

## Letouny
- MiG-1, 1940.
- MiG-3, 1941.
- MiG-5, 1942.
- MiG-7, 1944.
- MiG-9, 1947.
- MiG-15, 1948.
- MiG-17, 1954.
- MiG-19, 1955, první nadzvuková stíhačka MiGu
- MiG-21, 1960.
- MiG-23, 1970.
- MiG-25, 1970.
- MiG-27, 1975, vyvinutý na základě MiGu-23.
- MiG-29, 1983
- MiG-31, 1983, nahradil MiG-25.
- MiG-33, 1989, vylepšená varianta MiGu-29, také známý jako MiG-29M.
- MiG-35, 2005, nový letoun, plně vyvinut na technologii MiGu-29M/M2 a MiGu-29K/KUB.